# Ebszékfű
Az ebszékfű (Tripleurospermum) az őszirózsafélék (Asteraceae) családjának őszirózsaformák alcsaládjába tartozó nemzetség.
Az ide sorolt fajok egy részét korábban a székfű (Matricaria) nemzetségbe helyezték. A székfű és az ebszékfű neveket gyakran szinonimaként használják.

## Kárpát medencei fajok
- Bánsági ebszékfű (T. tenuifolium)
- Tengerparti ebszékfű (T. maritimum)
- Kaporlevelű ebszékfű (T. inodorum)

## Fajok
A lista nem teljes.
- Tripleurospermum auriculatum (Boiss.) Rech. f.
- Tripleurospermum baytopianum E. Hossain
- Tripleurospermum callosum (Boiss. & Heldr.) E. Hossain
- Tripleurospermum caucasicum (Willd.) Hayek
- Tripleurospermum transcaucasicum (Manden.) Pobed.
- Tripleurospermum conoclinium (Boiss. & Balansa) Hayek
- Tripleurospermum corymbosum E. Hossain
- Tripleurospermum decipiens (Fisch. & C. A. Mey.) Bornm.
- Tripleurospermum disciforme (C. A. Mey.) Sch. Bip.
- Tripleurospermum elongatum (DC.) Bornm.
- Tripleurospermum fissurale (Sosn.) E. Hossain
- Tripleurospermum heterolepis (Freyn & Sint.) Bornm.
- Tripleurospermum hookeri Sch. Bip.
- Tripleurospermum hygrophilum (Bornm.) Bornm.
- Tripleurospermum inodorum (L.) Sch.Bip.
- Tripleurospermum kotschyi (Boiss.) E. Hossain
- Tripleurospermum maritimum (L.) W.D.J.Koch
- Tripleurospermum microcephalum (Boiss.) Bornm.
- Tripleurospermum monticola (Boiss. & A. Huet) Bornm.
- Tripleurospermum parviflorum (Willd.) Pobed.
- Tripleurospermum pichleri (Boiss.) Bornm.
- Tripleurospermum repens (Freyn & Sint.) Bornm.
- Tripleurospermum rosellum (Boiss. & Orph.) Hayek
- Tripleurospermum sannineum (Thiéb.) Mout.
- Tripleurospermum sevanense
- Tripleurospermum subpolare Pobed.
- Tripleurospermum tempskyanum (Freyn & Sint.) Hayek
- Tripleurospermum tenuifolium (Kit.) Freyn